# ژول نمپون
ژول نمپون (انگلیسی: Jules Nempon; ۲ مارس ۱۸۹۰ – ۷ ژوئن ۱۹۷۴) دوچرخه‌سوار اهل فرانسه بود.